# Godofredo II de Haifa
Godofredo II Poulain (en francés: Geoffroy Poulain; fallecido 1279) fue el señor titular de Haifa.
Era el hijo mayor de Gilles I Poulain, señor de Haifa, y su esposa Margarita de Brie. El señorío paterno sin embargo fue capturado en 1265 por los mamelucos de Egipto, así Godofredo heredó al morir su padre hacia 1270 únicamente la titularidad del señorío.
Se casó con Beduine, la hija de Juan Beduin. Con ella tuvo dos hijos:
- Gilles, señor titular de Haifa, se casó con Felipa, hija de Juan de Antioquía, mariscal del Reino de Chipre
- Margarita, se casó con Tomás de Gibelet